# Hostivař
Hostivař (německy Hostiwar) je městská čtvrť a katastrální území v jihovýchodní části Prahy, které společně s Horními Měcholupy tvoří městskou část Praha 15. Patří do obvodu Praha 10 a správního obvodu Praha 15. Před připojením k Praze 1. ledna 1922 byla Hostivař samostatnou obcí ležící u Botiče (dříve Vinného potoka). Území Hostivaře je však mnohem větší a leží na něm několik celků vnímaných jako městské čtvrtě.
Rozloha Hostivaře je 8,01 km2 (78 % městské části Praha 15), počet obyvatel v roce 2001 byl 15 438 (55,8 % z MČ Praha 15), v Hostivaři bylo 1345 domů a 8591 bytů.

## Historie

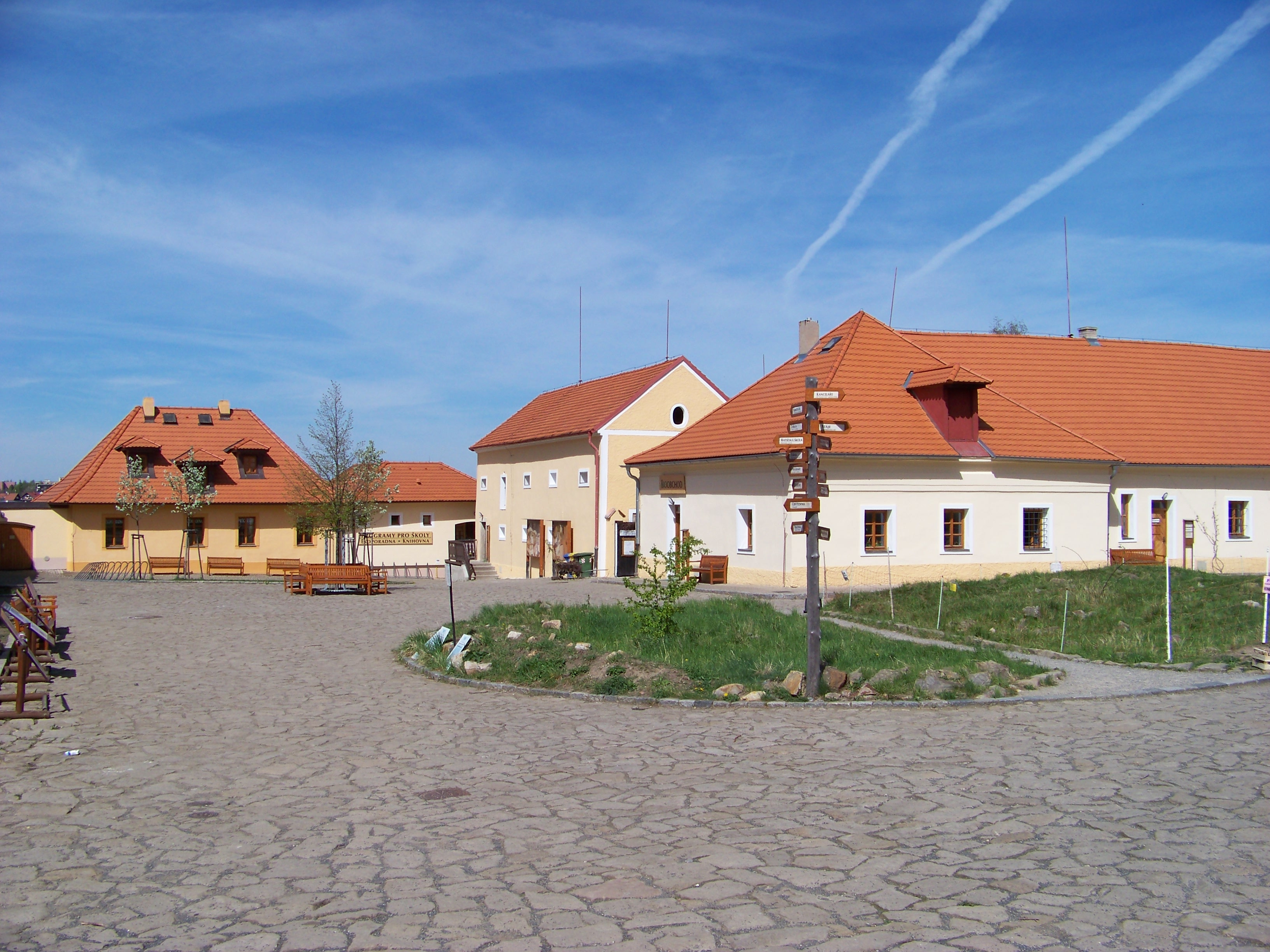
Toulcův dvůr, jehož základem je někdejší hostivařská tvrz

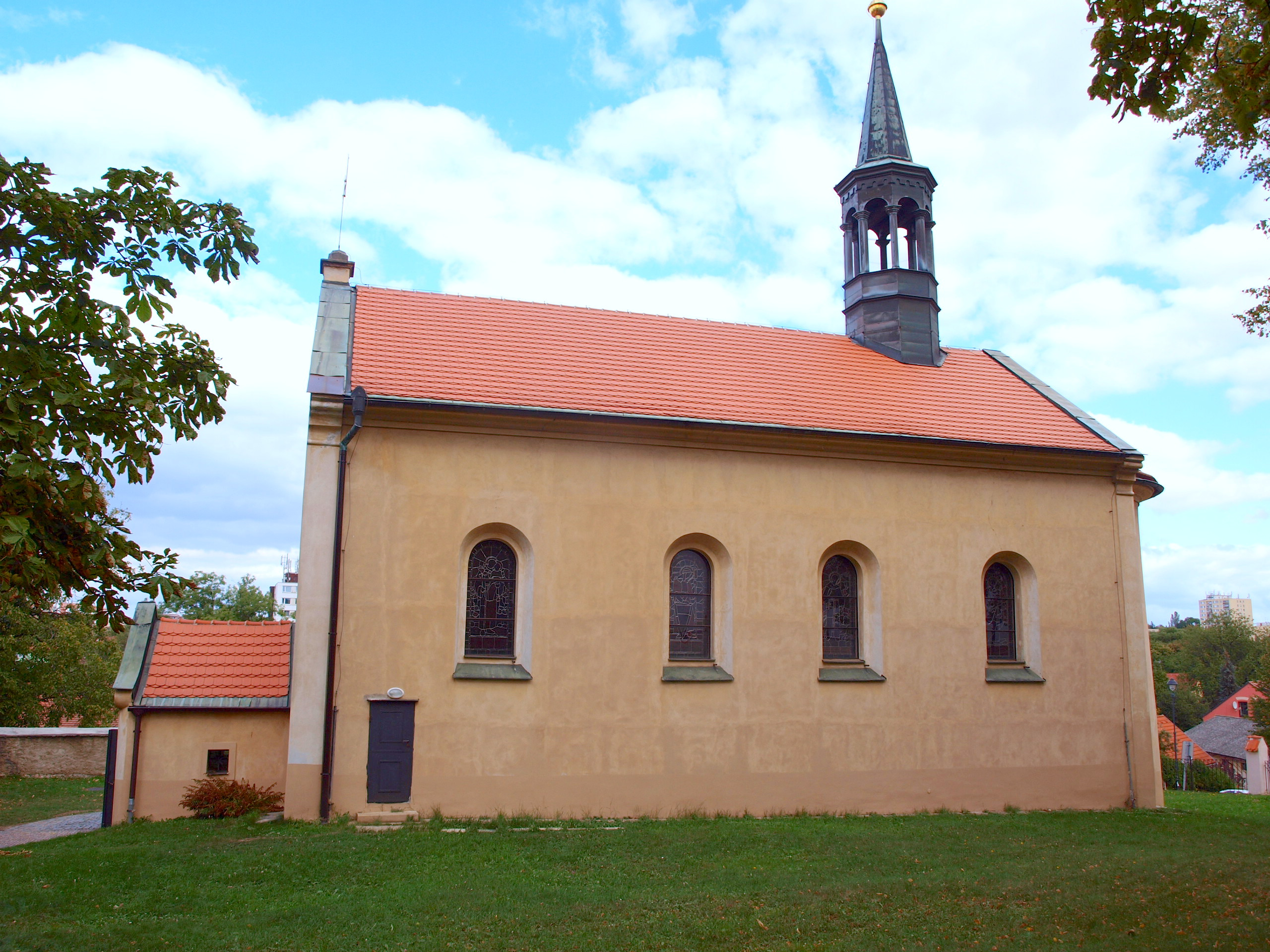
Kostel Stětí sv. Jana Křtitele, jehož počátky sahají snad do 11. století

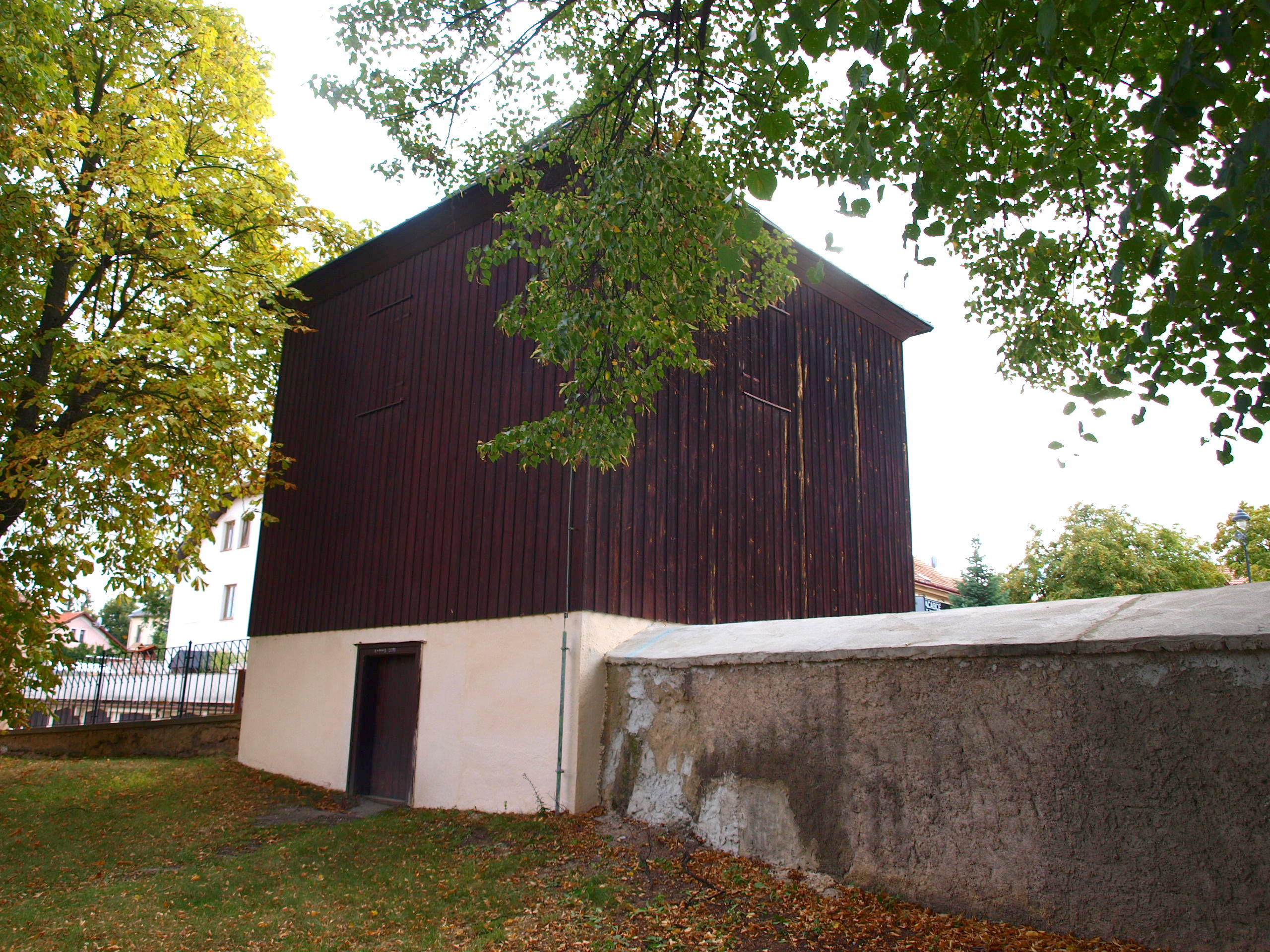
Dřevěná zvonice ze 16. století při kostele Stětí svatého Jana

První písemná zmínka o Hostivaři, v Kosmově kronice, se týká roku 1068. Název (v roce 1132 psaný Gostiwar) získala pravděpodobně podle jakéhosi Hostivara sídlícího pravděpodobně na ostrožně nad Botičem. Přezdívka mohla vzniknout podle obecného označení člověka, který hostům (cizincům) vařil nebo je varoval (chránil). Roku 1132 byla část vsi Hostivaře věnována špitálu Sázavského kláštera. Roku 1364 je zmiňována i tvrz. Roku 1541 skoupil a tím sjednotil Hostivař Jan Koutský z Kostelce. Ten přestavěl i tvrz (v místě Toulcova dvora). Roku 1577 koupil ves spolu s osadou Práče Vilém z Rožmberka, nejvyšší pražský purkrabí. Z první poloviny 17. století jsou zprávy o velmi špatném stavu hostivařského statku.
Po zavedení číslování domů bylo v Hostivaři roku 1779 65 čísel (v roce 1841 už 87) a v osadě Háje 17. Roku 1890 měla 1326 obyvatel žijících v 122 domech. V roce 1910 měla Hostivař 200 domů a 2276 obyvatel, v roce 1930 měla 5118 obyvatel.
V roce 1702 byla postavena první dřevěná škola, 5. dubna 1840 kamenná škola a roku 1895 nová škola na Trhanovském náměstí, dnes v ní je základní umělecká škola a klub bojového umění a Základní škola Hostivař se přestěhovala do nové budovy v Kozinově ulici.
Roku 1922 byla Hostivař připojena k Praze. Osady Háje – kdysi nazývaná Malý Hostivař – a Milíčov, které do té doby patřily k Hostivaři, tehdy k Praze připojeny nebyly a vytvořily samostatnou obec Háje, která byla roku 1967 připojena k Chodovu a roku 1968 i s ním k Praze. Jako součást Prahy zaznamenala Hostivař mohutný rozvoj, na jejím území vznikly celé čtvrti obytných domků, průmyslová oblast, několik velkých i malých sídlišť a v 60. letech 20. století rekreační přehrada s rozsáhlým lesoparkem. Ve východní části, severně od historické Hostivaře, těsně u hranic Zahradního Města, vzniklo v 90. letech velké obchodní a zábavní centrum Vivo! – Park Hostivař.

## Správní začlenění
Roku 1783 přešla purkrabská ves Hostivař pod zemskou správu (Rakovnický kraj), od roku 1860 do karlínského okresu a od roku 1884 král. vinohradského.
Před rokem 1922 patřila obec Hostivař do král. vinohradského okresu. Od roku 1923 patřila do obvodu Praha XIII (Vršovice), z níž se od roku 1947 odštěpila s obvodem Praha XX (Strašnice). Od 1. dubna 1949 byla součástí obvodu Praha 10 v 16-obvodovém členění, od 1. července 1960 do nového obvodu Praha 10 v 10-obvodovém členění. Od 24. listopadu 1990 byla připojena do samosprávné městské části Praha-Horní Měcholupy, která byla 18. listopadu 1994 přejmenována na Prahu 15 a od 1. ledna 1995 získala i rozšířenou působnost státní správy.

## Území Hostivaře
Historická část vsi si zachovala dobový ráz a kolem roku 2000 byla v některých částech rekonstruována tak, aby její kulturní hodnota vynikla, například šedé pouliční svítilny ze 60. let byly nahrazeny historizujícími sloupy. Za vidění stojí farní kostel Stětí sv. Jana Křtitele původně snad již z 11. století a okolní ulice Selská, Domkářská a Chalupnická i chodníček kolem Botiče. Západně, pod sídlištěm Košík, je Toulcův dvůr, bývalý panský dvůr a tvrz ze 14. století, dnes středisko ekologické výchovy. Stará Hostivař je památkovou zónou.
Farní kostel Stětí sv. Jana Křtitele je románského až raně gotického původu, pravděpodobně z 11. století, a prošel několika přestavbami a úpravou po polovině 19. stol. U jižní strany zdi bývalého hřbitova je dřevěná zvonice na podezdívce z 18. století.
Na staré selské jádro Hostivaře navazuje domovní zástavba zejména z přelomu 19. a 20. století a první poloviny 20. století, domky v okolí Trhanovského náměstí, někdejší Brejchovny (Maratovo náměstí) a v okolí Hornoměcholupské ulice (Nová Hostivař). Na Trhanovském náměstí, ve smíšené zástavbě, je stará škola (1895), v níž dnes sídlí základní umělecká škola. Starší zástavba Hostivaře rodinnými domky pokračuje na druhé straně ulice Pražské kolem ulice Hostivařské až k železniční trati a nádraží Praha-Hostivař. V přednádražní oblasti je i hospoda U miliónu, bývalá pošta, hostivařská pekárna a malé sídliště Kozmíkova podél Průmyslové ulice.
Jihovýchodně od nádraží, směrem k Horním Měcholupům, se nad tramvajovou smyčkou rozkládá rozsáhlé sídliště Hornoměcholupská. V jeho východní části je plavecký bazén, v severní části u tramvajové smyčky hotelový komplex Vltava, poblíž retenční nádrž na Měcholupském potoce. V jihozápadní části sídliště sídlí vydavatelství českých technických norem a sídlištní škola. Nedaleko nádraží v někdejším průmyslovém areálu se nacházejí kulisy, v nichž se natáčel televizní seriál Ulice.
Za železniční tratí je oblast novějších rodinných domků, zvaná V nových domcích nebo V Chotejně. Nachází se zde i sokolovna z roku 1931. Na čtvrť navazuje rozsáhlá průmyslová oblast, zasahující i do území Dolních Měcholup, Malešic a Strašnic. V hostivařské části leží například areály TOS Hostivař, kabelovna, dřevozpracující podniky, centrální depozitář Národní knihovny ČR (od roku 1996), Siemens (Tesla), automobilové opravny, areál vodáren, Barvy a laky, Pérovna Hostivař, Hostivařské mlýny a pekárny a převážná část areálu ústředních dílen Dopravního podniku hl. m. Prahy (ten však má hlavní vchod v Malešicích). Takzvané „Depo Hostivař“ pražského metra však leží již celé hluboko na území Strašnic. Nevyužitá území této oblasti a menší hájky v ní jsou oblíbeným bydlištěm bezdomovců.
Mezi ulicí Švehlovou a železniční tratí, západně od přednádražní oblasti, je areál bývalého Výzkumného ústavu pozemních staveb, nyní CSI (Centrum stavebního inženýrství) a za ním sídelní celek Na Groši, čtvrť rodinných domků a nízkých cihlových a panelových domů. Naproti nim přes Švehlovu ulici, těsně vedle východní části sídliště Zahradní Město a Nového Zahradního Města ležících v Záběhlicích, stojí obchodní a zábavní centrum Park Hostivař.

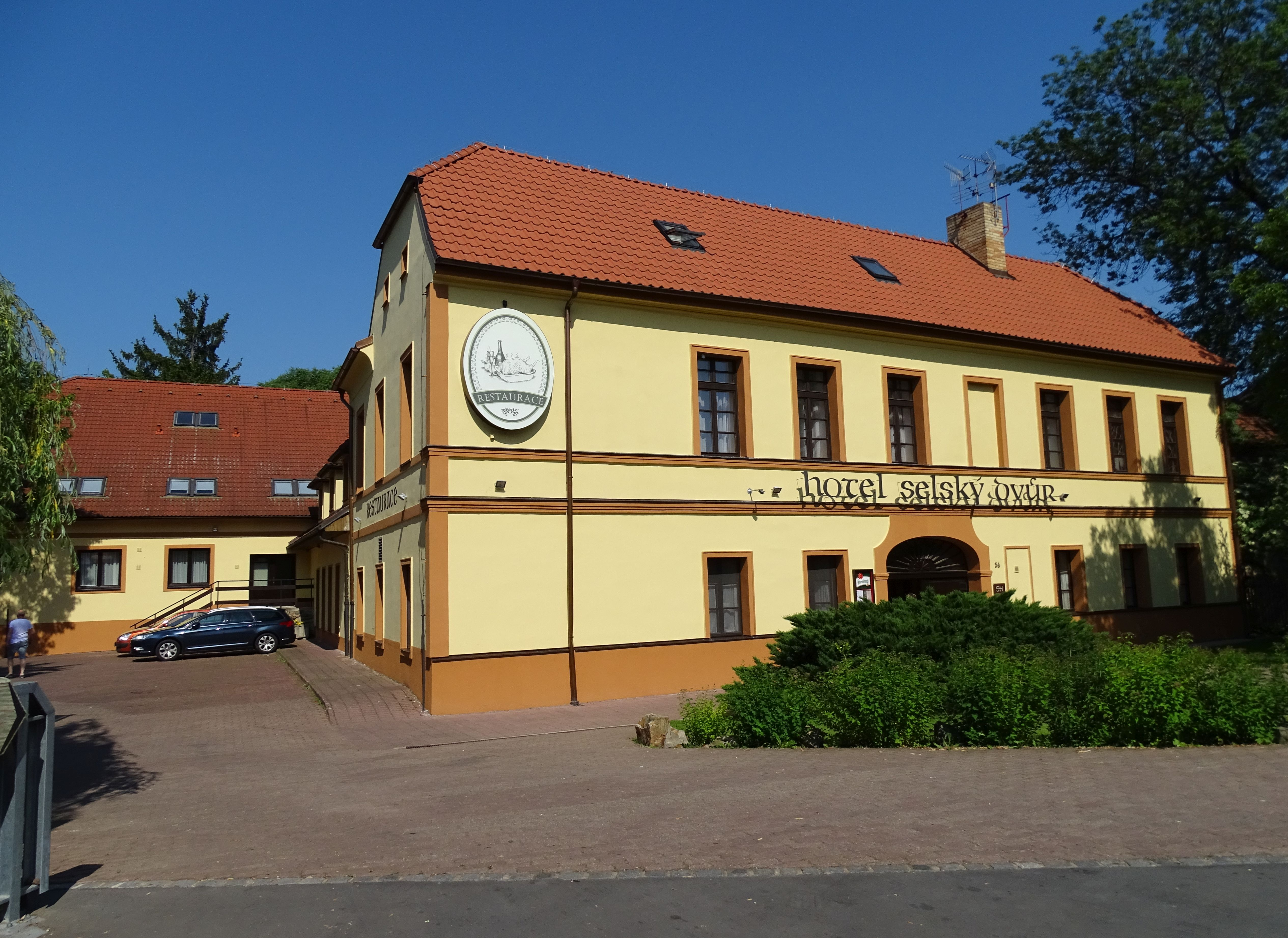
Hotel Selský dvůr – bývalý Koukalův statek

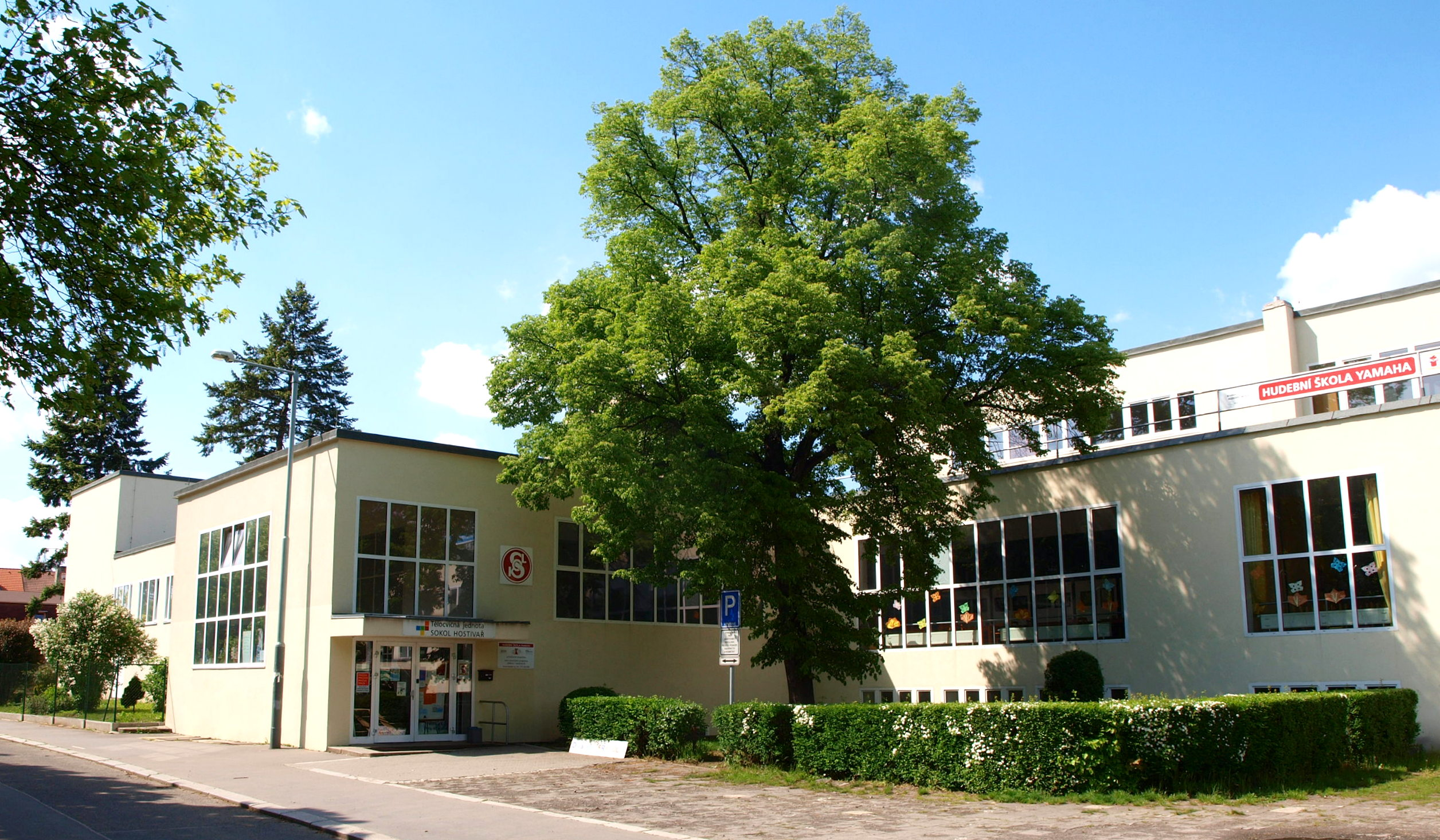
Hostivařský Sokol

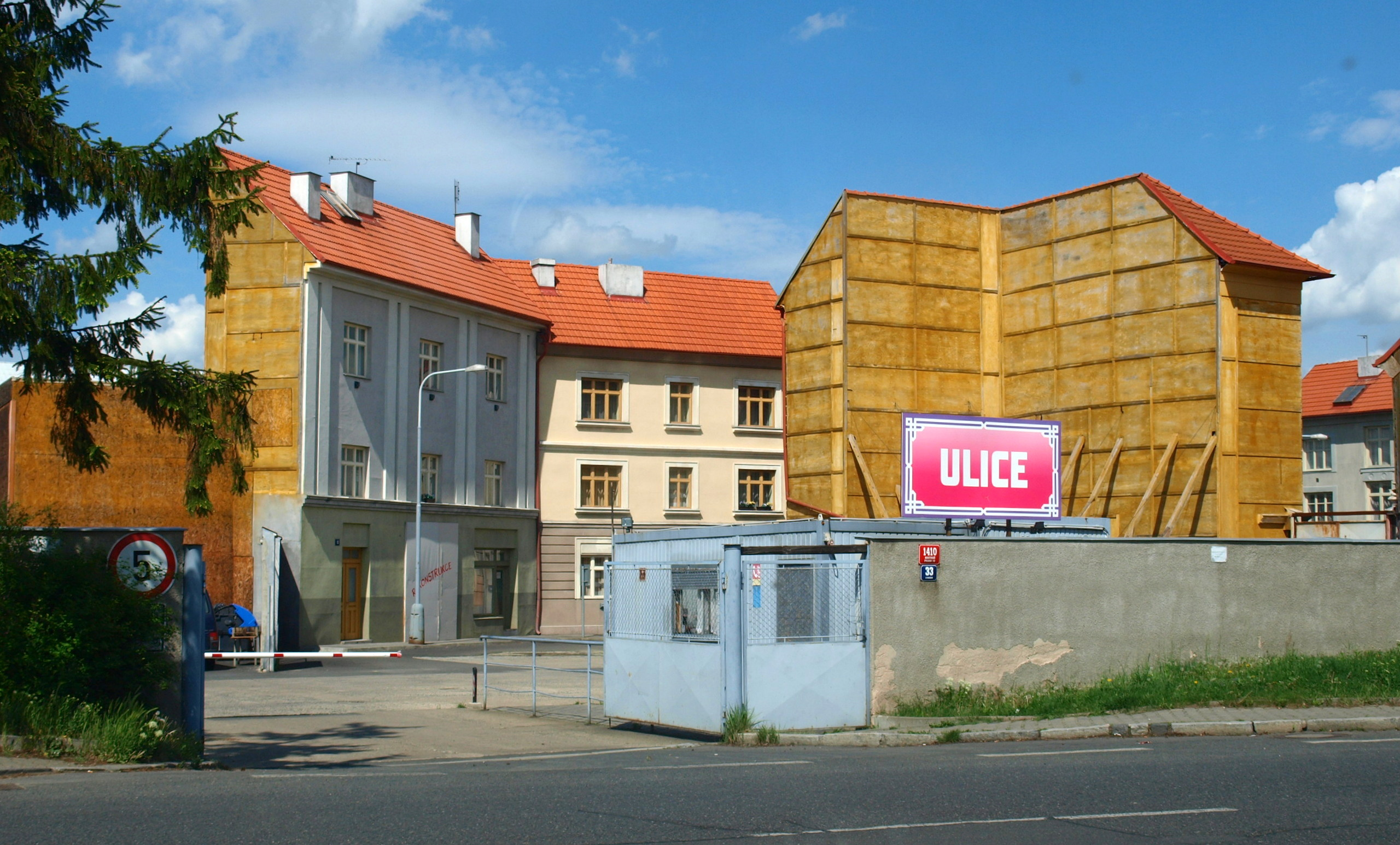
Kulisy k natáčení televizního seriálu Ulice

Podél silnice na Jižní Město, nad levou stranou Botiče, se nachází sídliště Košík, v jehož sousedství vyrůstá ještě další zástavba pod názvem Slunečný vršek. Podél ulice K Horkám, na její jižní straně, na severu přilehlá za Košíkovským potokem k západní části hostivařského lesoparku, je kolonie rodinných domků Na Košíku.
Pod sídlištěm Košík, u Kozinova náměstí v těsné blízkosti historické Hostivaře, je velký nový školní komplex, v němž sídlí Základní škola Hostivař (přestěhovaná v roce 1984 ze staré budovy na Trhanovském náměstí). V další budově komplexu, kde působila již zrušená Základní škola Košík, dnes sídlí křesťanské gymnázium.

## Znak a prapor
Znak Hostivaře tvořící levou horní čtvrtinu znaku Prahy 15, představuje polcený štít, s dělenou pravou polovinou. V horní části je modrá zeď ve stříbrném poli symbolizující zdejší tvrz a nad ní je červená rožmberská růže se zlatým středem a zelenými lístky. Ta je připomínkou znaku nejvyššího purkrabí města Prahy, Viléma z Rožmberka (1535 – 1592), kterému Hostivař patřila od roku 1578. Druhou polovinu děleného znaku představují Horní Měcholupy.

## Pamětihodnosti

### Další stavby
- V severní části katastru Hostivaře byla roku 1912 plánována výstavba městského hřbitova o rozloze 50 hektarů, která se neuskutečnila.

## Příroda

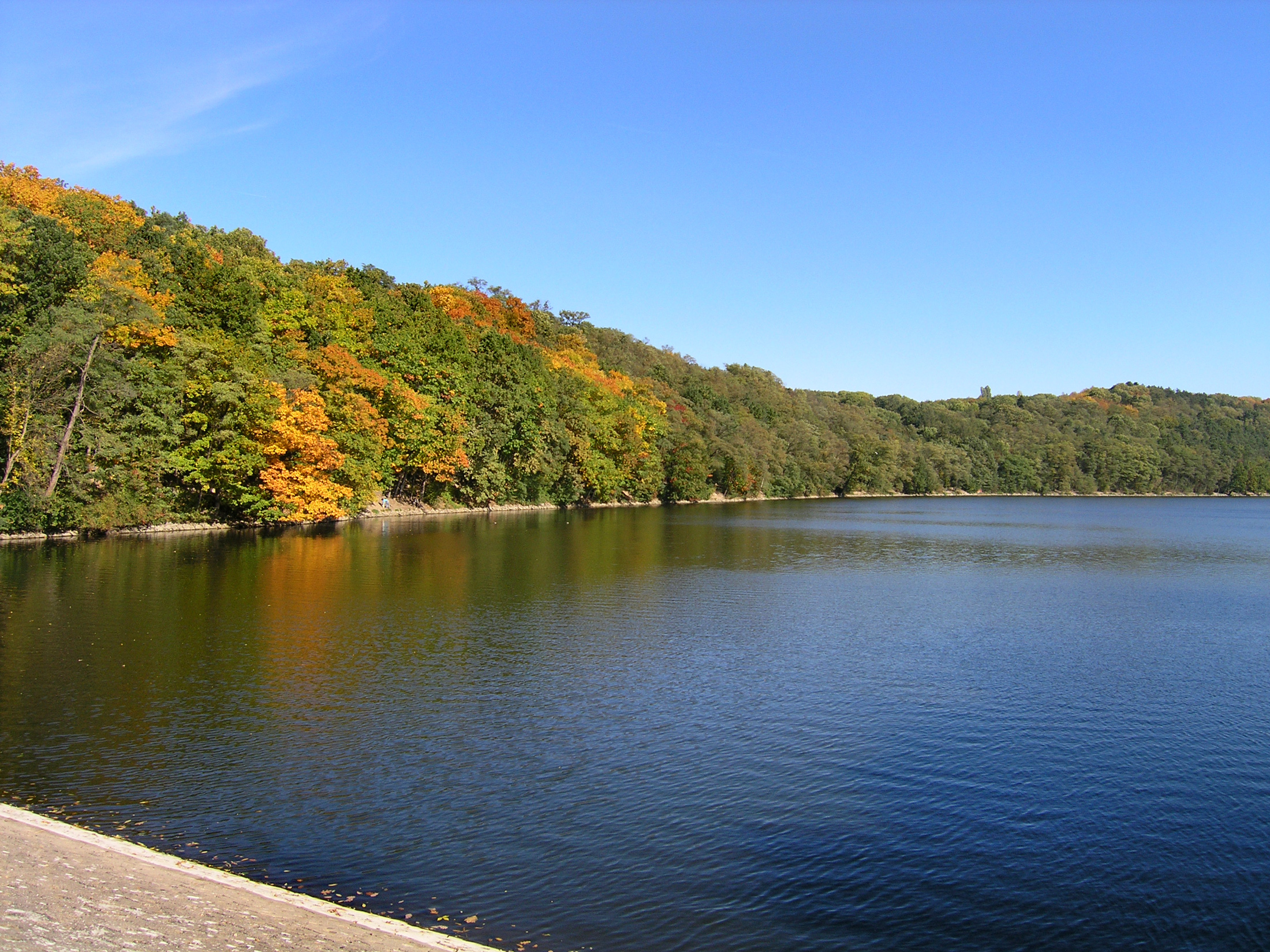
Hostivařská přehrada

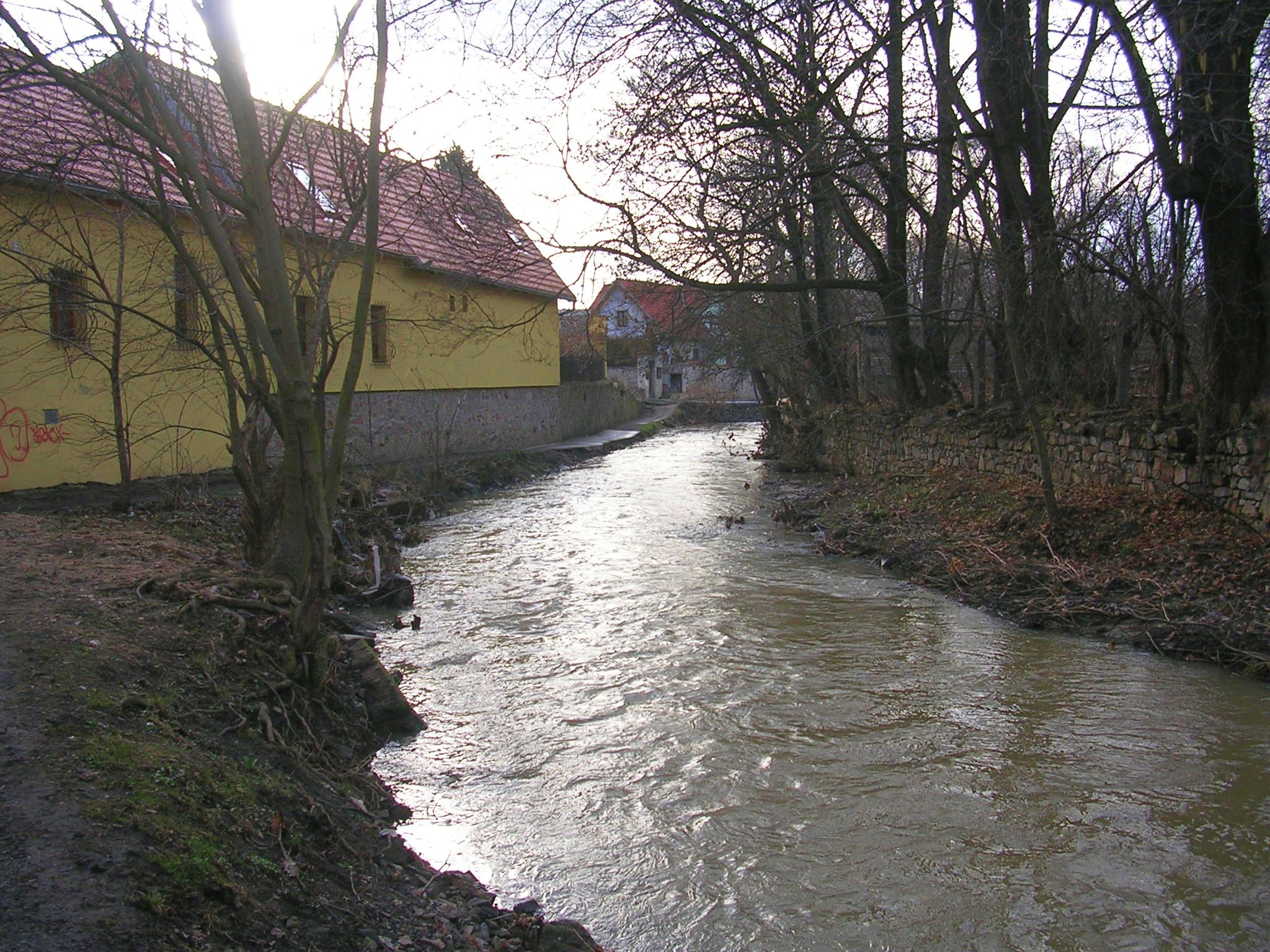
Botič v historické části Hostivaře

Větší část údolí Botiče v Hostivaři je chráněna jako přírodní památka Meandry Botiče. To je společně s Hostivařskou přehradou (dokončena 1962) a rozsáhlým lesoparkem po obou jejích stranách a sadů a mokřadu u Toulcova dvora součástí přírodního parku Hostivař-Záběhlice. Do Hostivaře spadá převážná část přehradní nádrže včetně první ze dvou placených pláží. Celým územím podél Botiče prochází naučná stezka Povodím Botiče. V západní části lesoparku, poblíž Košíku, je hájovna se zookoutkem.
Východní část lesoparku tvoří vrch Kozinec. Na něm jsou i sotva znatelné stopy historického hradiště Šance.

## Doprava
14. prosince 1871 byla zprovozněna dráha císaře Františka Josefa z Vídně přes České Budějovice a Benešov do Prahy, zpočátku jednokolejná. V Hostivaři byla tehdy zastávka na jednokolejné trati (na km 176,3, počítáno z Českých Budějovic). Od roku 1872 zde byla povolena nakládka a vykládka zboží, nádraží však bylo zřízeno až v roce 1882. Staniční budova pochází z roku 1905 a je provedením shodná s nádražní budovou v Uhříněvsi. Dnes má tato trať číslo 221 a je součástí IV. tranzitního železničního koridoru. Na trati jezdí linky Esko S9 a S49. V letech 2014–2016 probíhá optimalizace zdejšího traťového úseku (schválené náklady 1,47 mld. Kč), jejímž cílem je mj. zvýšení kapacity dráhy a zlepšení návaznosti na městskou dopravu.. Od 15. září 2015 je v provozu nový podchod, nástupiště a odbavovací budova.
14. září 1930 byla do Hostivaře prodloužena autobusová linka A z Vršovic přes Záběhlice. Pod číslem 101 vydržela v téměř shodné trase až do 80. let 20. století, kdy byla odkloněna do Strašnic. Postupně pro Hostivař pozbyla významu. Přes Hostivař dnes projíždí mnoho autobusových linek směrem na Zahradní Město a Strašnice, Jižní Město, Horní Měcholupy a Petrovice a do průmyslové zóny na severu.
3. ledna 1954 byla zahájena tramvajová doprava do Hostivaře. První linkou byla linka 24. Původně končila na náměstí Josefa Marata (dnes křižovatka Švehlovy a Hostivařské), na přelomu 70. a 80. let byla prodloužena do rozlehlé smyčky pod nádražím a sídlištěm Hornoměcholupská. V Hostivaři se vystřídaly například linky 4, 10, 7 a 14, v posledních letech zde končí linky 22, 26, 57 a 59. Stále se občas objevují úvahy o prodloužení tramvajové trati k Horním Měcholupům.
Před dostavbou Jižní spojky byly ulice Švehlova a Průmyslová významná pro tranzitní automobilovou dopravu. I v současné době bývají silně vytíženy. Ulice Pražská a K Horkám je významnou dopravní spojkou přes údolí Botiče do Jižního Města.

### Depo Hostivař
Na území této části Prahy se nachází opravna kolejových vozidel dopravního podniku hlavního města Prahy.

## Osobnosti

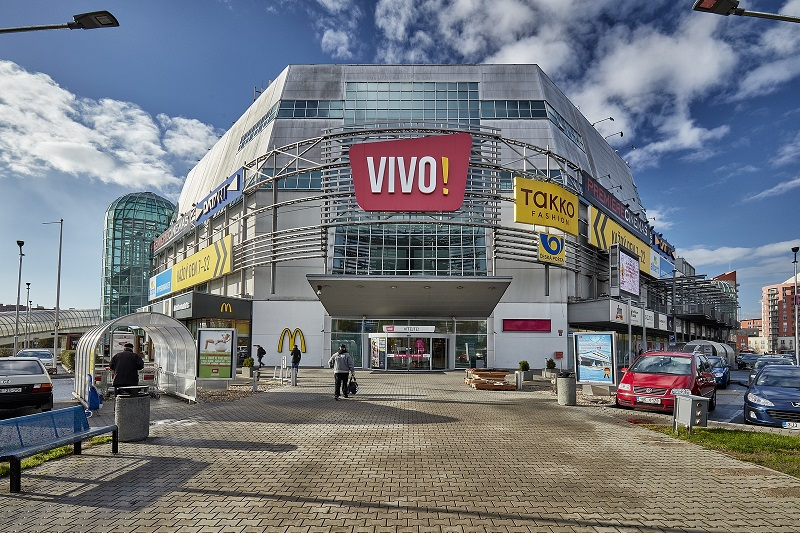
Obchodní a kulturní centrum Vivo! Hostivař u Zahradního Města

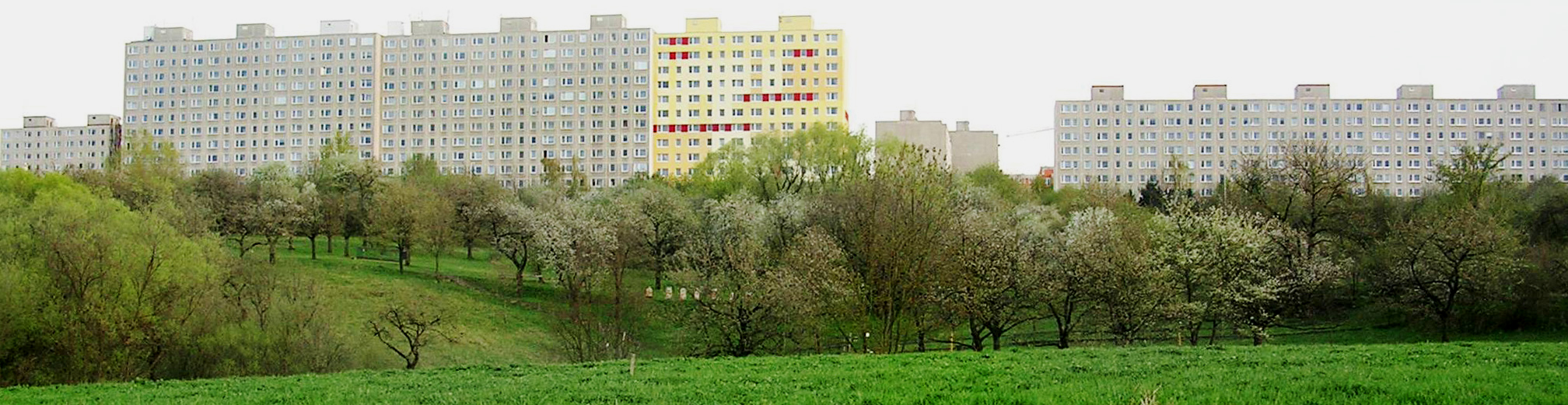
Sídliště Košík

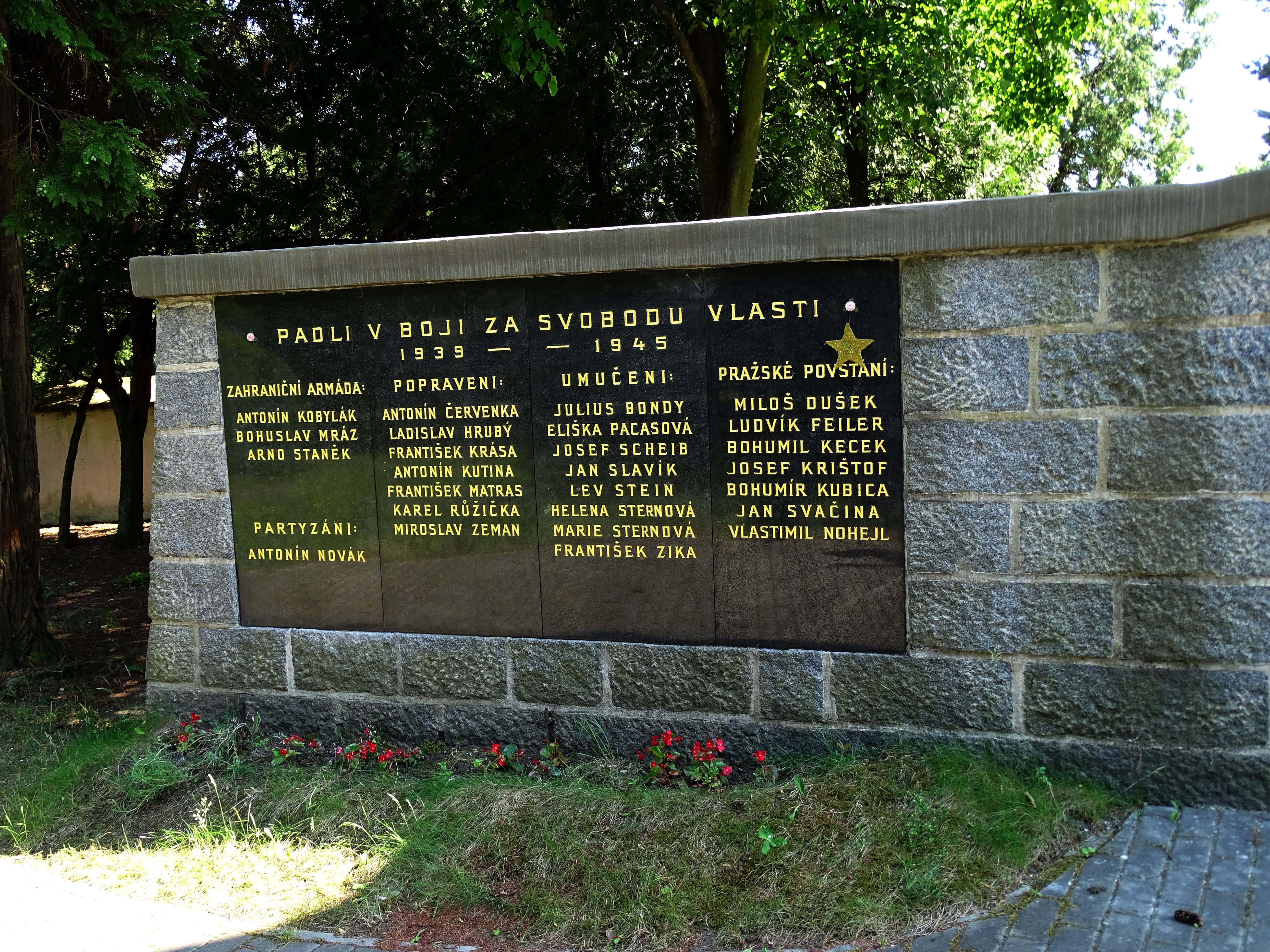
Památník obětem 2. světové války v Hostivaři

- Antonín Švehla (1873–1933) – agrární politik a předseda vlád Československa, vlastnil v Hostivaři statek, hlavní ulice Hostivaře (Švehlova) nese jeho jméno; Švehlovým jménem je označován rovněž tzv. horní mlýn a přilehlý statek; rovněž bývalý hostivařský náhon je registrován jako majetek Antonína Švehly, v letech 1940–1945 neslo Švehlovo jméno dnešní Hostivařské náměstí
- František Xaver Šalda (1867–1937) – literární kritik, novinář a spisovatel.
- Jan Koukal (* 1951) – politik ODS, primátor Prahy v letech 1993–1998
- Jiřina Bohdalová (* 1931) – herečka
- Jiří Grygar (* 1936) – astronom a astrofyzik
- Josef Marat (1876–1958) – zakládající člen KSČ, samosprávný pracovník a průkopník dělnického hnutí v Hostivaři, jmenovalo se po něm Maratovo náměstí[8]

## Sousední obvody a katastrální území
- obvod Praha 10, správní obvod Praha 10
  - Záběhlice (Zahradní Město, Práče)
  - Strašnice
  - Malešice
- obvod Praha 10, správní obvod Praha 15
  - Horní Měcholupy
  - Štěrboholy
  - Dolní Měcholupy
  - Petrovice
- obvod Praha 4, správní obvod Praha 11 (Jižní Město)
  - Háje
  - Chodov